# 殷州 (唐朝)
殷州，唐朝时设置的羁縻州。
咸亨三年（672年）招抚乌蛮昆明部落设置殷州，治所在殷川县（今贵州省威宁县草海镇）。属于戎州都督府。先天二年（713年）废入总州。开元十五年（727年）复置殷州，属于黔州都督府。天宝十五载（756年）殷州之地被南诏占领。贞元二年（786年）在戎州僰道县分设殷州（今四川省宜宾市商州镇）。宋朝为赵弘殷避讳，改名商州。